# Ginja
A ginjeira ou ginja (Prunus cerasus), também conhecida como cereja-ácida ou amarena, é uma espécie do género Prunus, pertencendo ao subgénero Cerasus (cereja), nativo de grande parte da Europa e do sudoeste asiático. É um parente próximo da cereja Prunus avium, também conhecida como cereja-doce, mas o seu fruto é mais ácido, sendo útil principalmente para fins culinários.
A árvore é menor que a da cereja-doce, alcançando entre 4 a 10 metros de altura. A cor do fruto varia entre o vermelho e o preto, desenvolvendo-se em ramos mais curtos.

## Cultivo e utilizações
As ginjas cultivadas foram seleccionadas a partir de espécimes selvagens de Prunus cerasus e da dubitavelmente distinta P. acida dos mares  Cáspio e Negro, sendo já conhecidas pelos gregos no ano 300 AC. Eram muito populares entre os romanos, que as espalharam por diversos pontos do seu império, entre os quais a Grã-Bretanha, no século I.
No século XV, a ginja era já um fruto comum em Portugal, sendo usada para  diversos fins medicinais. Por altura de 1755, existiam em Lisboa estabelecimentos que vendiam ginjas mergulhadas em aguardente, bebida que mais tarde viria a ficar conhecida como ginjinha.
Na Grã-Bretanha, o seu cultivo tornou-se popular no século XVI devido a Henrique VIII. Existem registos de mais de duas dúzias de cultivares deste tipo de cereja em 1640, na região de Kent. Nas Américas, os primeiros colonos de Massachusetts plantaram a primeira ginja quando chegaram.
Em meados do século XIX, eram cultivadas ginjas no Brasil, na região de São Paulo
.
Antes da segunda guerra mundial, existiam mais de 50 cultivares de ginja em produção na Inglaterra. Hoje, porém, poucos são cultivados para comercialização. E, apesar da continuação das variedades Kentish Red, Amarelles, Griottes e Flamenga, apenas a genérica Morello é oferecida pela maior parte das plantações. Esta variedade floresce tardiamente, evitando a maior parte das geadas, o que a torna uma colheita mais fiável. Amadurece entre meados e fins do Verão, por volta do fim de Agosto, na Inglaterra.
As ginjas requerem condições de cultivo semelhantes às das pêras, ou seja, preferem um solo rico, escorrido e húmido, apesar de necessitarem de mais nitrogénio e água que as cerejas doces. Também sofrem menos de pragas e doenças que as cerejas doces, apesar de os pássaros poderem consumir uma parte considerável dos frutos. Durante o Verão, os frutos devem ser protegidos por redes. Ao serem colhidas, devem ser cortadas da árvore, para evitar partir os ramos ao puxar. A variedade Morello resiste bem à congelação, mantendo o seu sabor intacto.
Ao contrário da maior parte das variedades de cerejas doces, as ginjas produzem pólen para si mesmas, o que significa serem necessárias populações de polinizadores bem menores, dado que o pólen só necessita ser transportado dentro de uma dada flor. Em áreas de escassez de polinizadores, a criação de colmeias perto dos campos pode constituir uma ajuda para melhorar as colheitas.
Algumas variedades são utilizadas na produção de Kriek, um tipo de cerveja oriundo da Bélgica. A Schaarbeekse krieken é uma dessas variedades, podendo ser encontrada na região de Bruxelas. "Kriek" significa precisamente "ginja", no neerlandês flamengo falado na Bélgica (nos Países Baixos, a ginja é conhecida por zure kers ou morel).

### Produção de ginja no mundo
| Produção em toneladas. Números de 2004-2005 Dados da FAOSTAT(FAO) Base da dados da FAO, visitada em 14 de novembro de 2006 |              |       |              |       |
| Rússia | 225 000,00   | 17 %  | 235 000,00   | 20 %  |
| Turquia | 138 000,00   | 11 %  | 140 000,00   | 12 %  |
| Polónia | 201 734,00   | 16 %  | 138 000,00   | 12 %  |
| Ucrânia | 178 500,00   | 14 %  | 120 000,00   | 10 %  |
| Sérvia e Montenegro | 113 118,00   | 9 %   | 116 000,00   | 10 %  |
| EUA | 96 616,00    | 7 %   | 98 000,00    | 9 %   |
| Alemanha | 80 000,00    | 6 %   | 80 000,00    | 7 %   |
| Irão | 51 000,00    | 4 %   | 51 000,00    | 4 %   |
| Hungria | 77 153,00    | 6 %   | 48 082,00    | 4 %   |
| Geórgia | 12 409,00    | 1 %   | 20 027,00    | 2 %   |
| Outros países | 127 825,00   | 10 %  | 105 740,00   | 9 %   |
| Total | 1 301 355,00 | 100 % | 1 151 849,00 | 100 % |

## Galeria

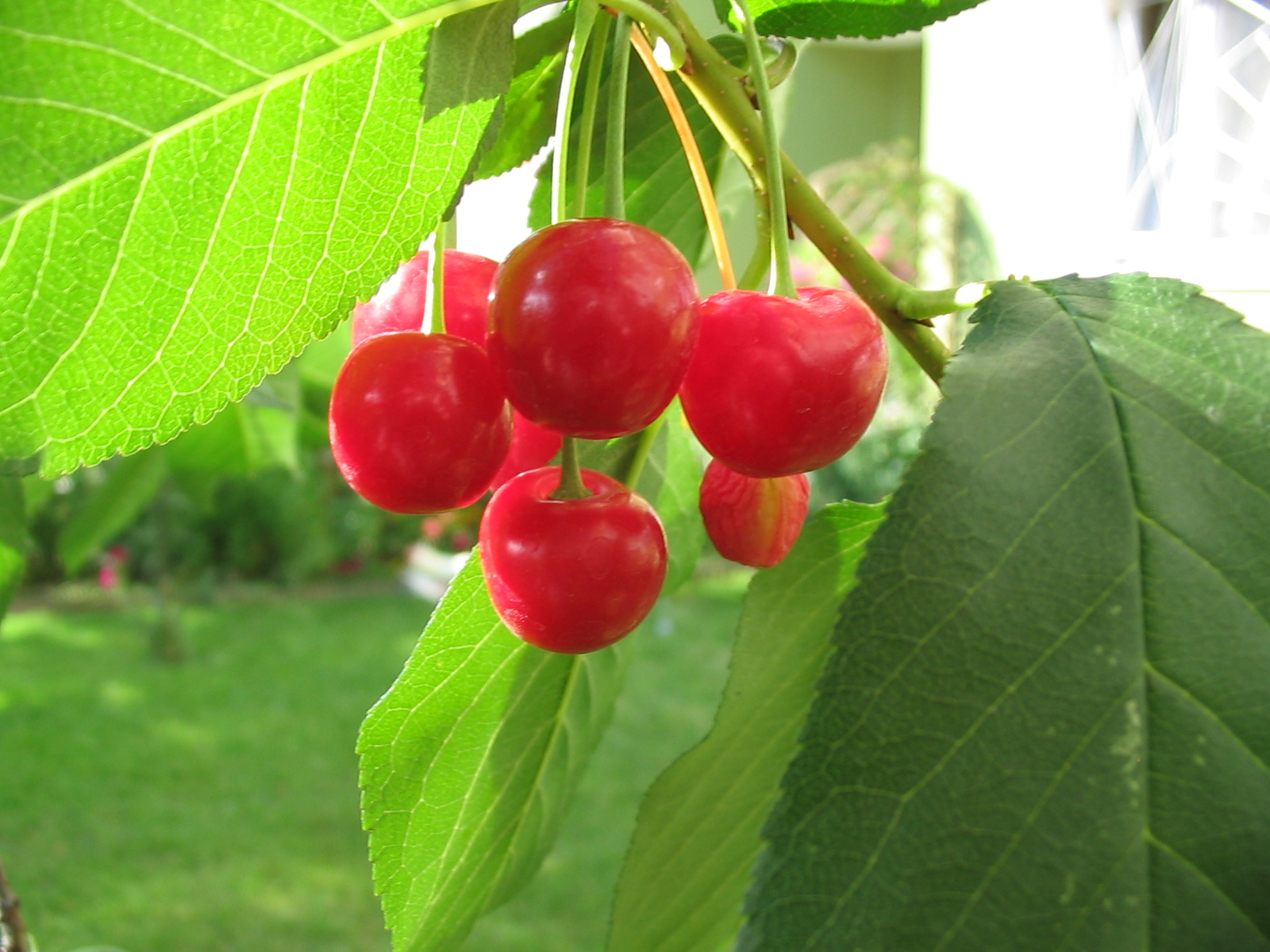
Ginjas claras
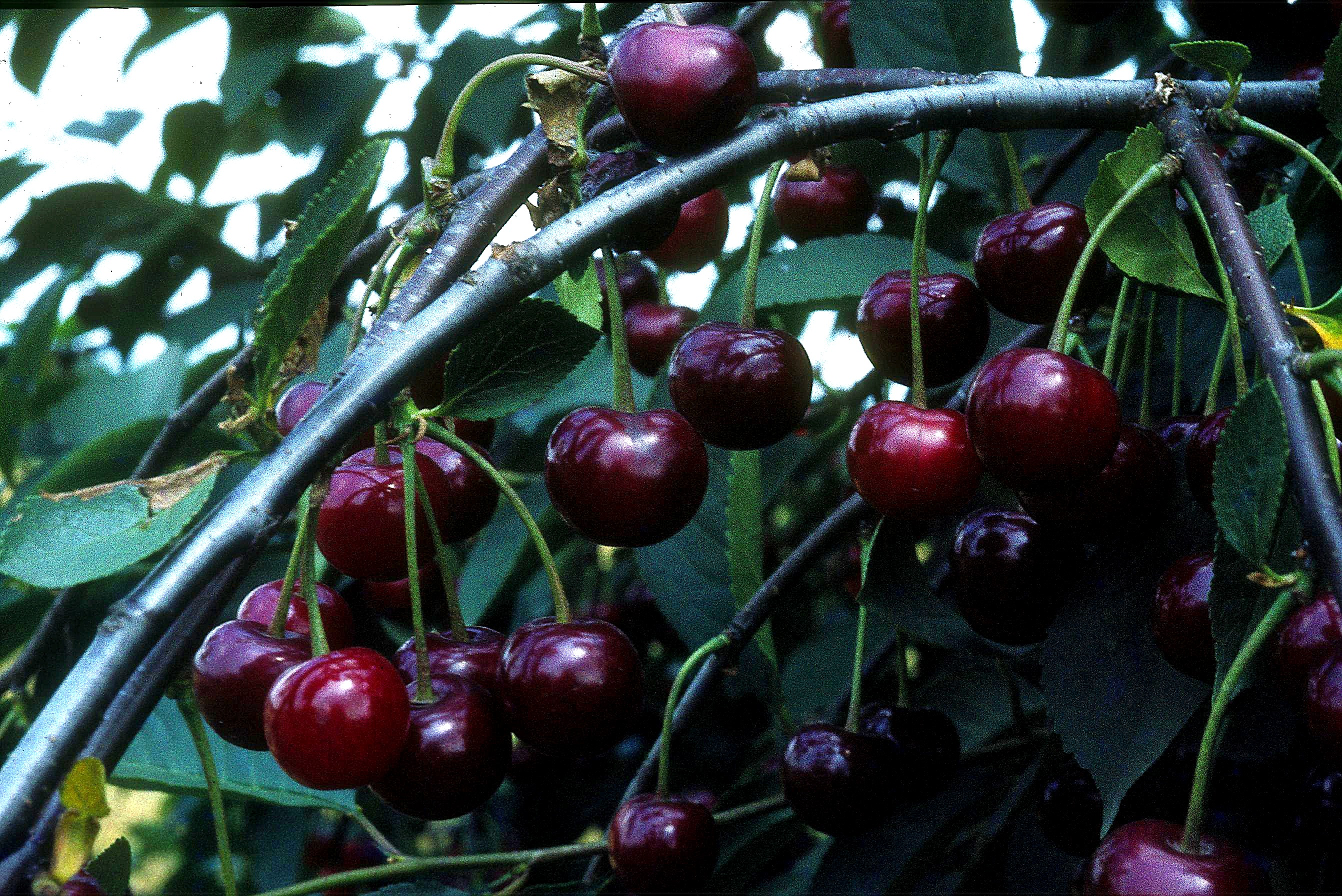
Ginjas escuras
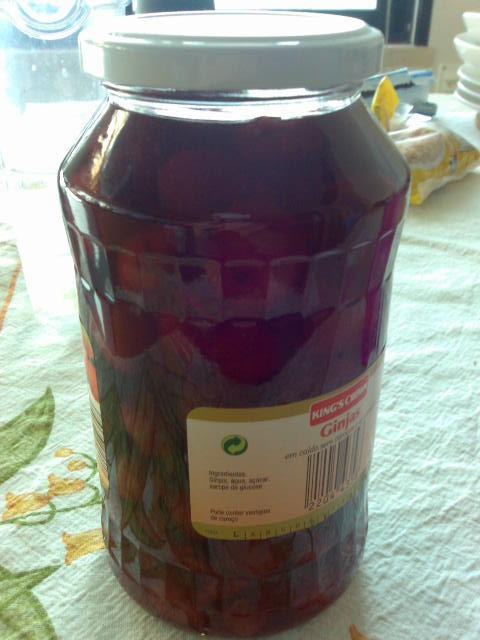
Ginjas em calda
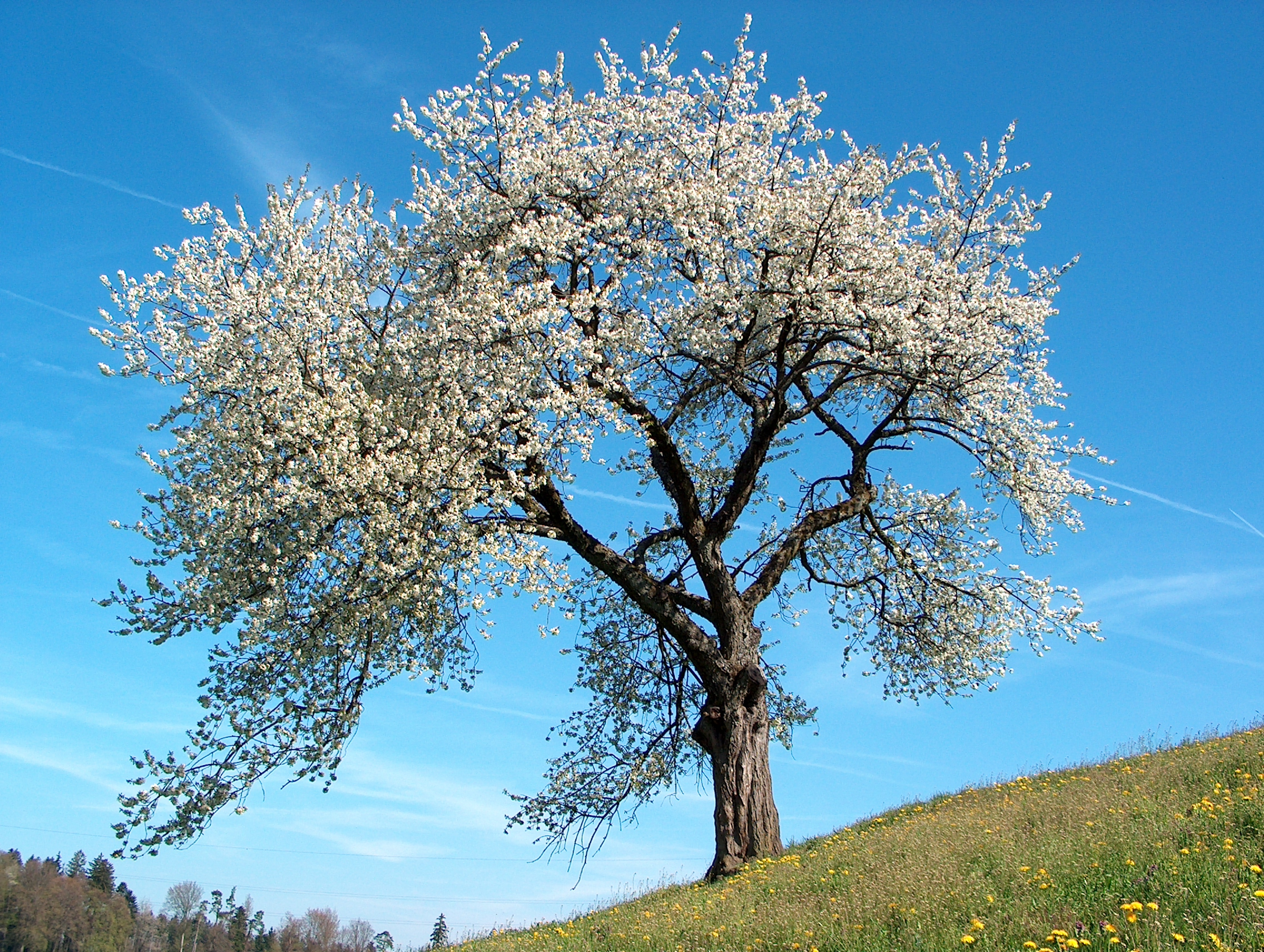
Ginjeira florindo